# Абазинский, Василий Васильевич
Абазинский Василий Васильевич (ок. 1770-после 1817) — офицер Российского императорского флота, участник Русско-турецкой войны 1806—1812 годов, Афонского сражения, Георгиевский кавалер, капитан 2 ранга.

## Биография
В 1793 году поступил кадетом в Корпус чужестранных единоверцев в Санкт-Петербурге при Артиллерийском и инженерном шляхетском кадетском корпусе для детей-греков. В 1797 году после завершения обучения произведён в гардемарины. На линейном корабле «Сысой Великий» плавал в Балтийском море. 1 мая 1798 года произведён в мичманы.
В 1798—1799 годах на линейном корабле «Иоанн Креститель», в составе эскадры вице-адмирала Макарова, перешел из Кронштадта к берегам Англии, и потом на линейном корабле «Алексей» с эскадрой контр-адмирала П. К. Карцова плавал в Немецком море у острова Текселя, после чего на корабле «Всеволод» возвратился в Кронштадт. В 1800 году на том же корабле был в кампании на ревельском рейде.
В 1801 году на корабле «Сысой Великий» плавал между Кронштадтом и Ревелем. В 1802—1804 годах на корабле «Зачатие святой Анны» ежегодно был в крейсерстве в Балтийском море до острова Борнхольм. С 1805 по 1806 годы на том же корабле плавал от Кронштадта до острова Рюгена.
4 января 1806 года произведён в лейтенанты. На корабле «Твердый» перешёл из Кронштадта в Корфу. Во время Русско-турецкой войны 1806—1812 годов в составе эскадры вице-адмирала Д. Н. Сенявина плавал в Адриатическом море. С 1807—1808 годах корабле «Твердый» участвовал при осаде крепости Тенедоса и в морском сражении 19 июня (1 июля) 1807 года у горы Афон на полуострове Айон-Орос в Эгейском море. За отличие в Афонском сражении награждён орденом Святой Анны 3-й степени.
После сражения, в составе той же эскадры, перешёл на лиссабонский рейд, а оттуда в Портсмут. В 1809 году на английском транспорте вернулся в Ригу, откуда был командирован в Архангельск. В 1810—1811 годах был в кампании на канонерских лодках при архангельском порт. В 1812—1814 годах на корабле «Святослав» перешёл из Архангельска в Свеаборг, откуда в составе эскадры вице-адмирала Р. В. Кроуна, плавал к берегам Англии, Голландии и Франции.
20 января 1816 года произведён в капитан-лейтенанты. 26 ноября 1816 года награждён орденом Святого Георгия 4-й степени (№ 3268). 1 марта 1817 года уволен от службы с чином капитана 2 ранга.